# Greniera sedecimfistulata
Greniera sedecimfistulata är en tvåvingeart som beskrevs av Rubtsov 1963. Greniera sedecimfistulata ingår i släktet Greniera och familjen knott. Inga underarter finns listade i Catalogue of Life.